# Villeret, Aube
Villeret är en kommun i departementet Aube i regionen Grand Est (tidigare regionen Champagne-Ardenne) i nordöstra Frankrike. Kommunen ligger  i kantonen Chavanges som ligger i arrondissementet Bar-sur-Aube. År 2022 hade Villeret 64 invånare.

## Befolkningsutveckling
Antalet invånare i kommunen Villeret
Referens: INSEE